# Robur-Werke

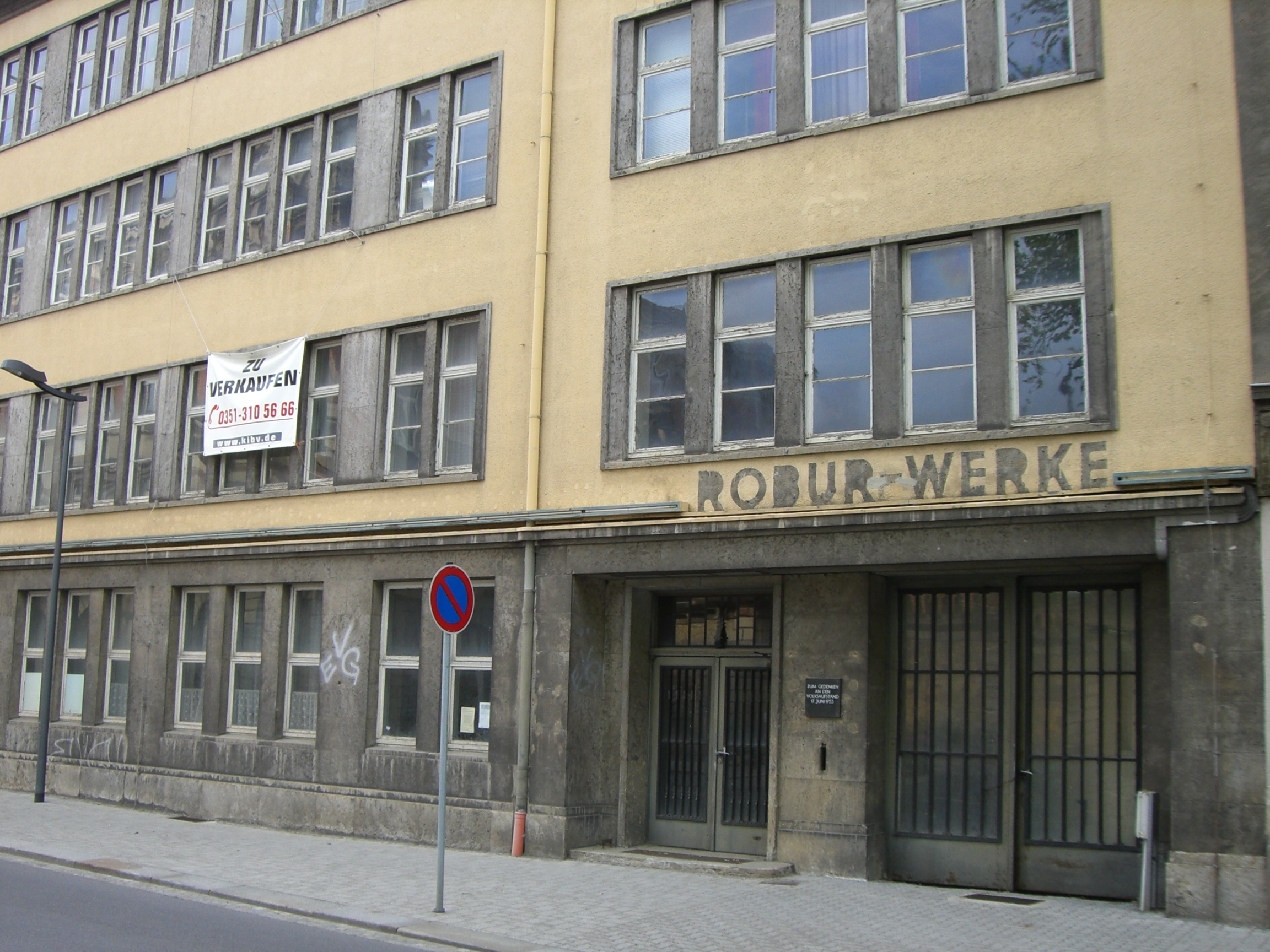
Gebäude der Robur-Werke 2008

Der Volkseigene Betrieb (VEB) Robur-Werke Zittau war ein Nutzfahrzeughersteller der Deutschen Demokratischen Republik (DDR) in Zittau und zuletzt ein Betrieb im IFA-Kombinat Nutzkraftwagen. Die Robur-Werke und der VEB Mechanische Weberei Zittau als größter Webereibetrieb der DDR machten die Stadt bis zur Wende zu einem besonders wichtigen Industriestandort. Der VEB Robur-Werke Zittau war Nachfolger der 1946 enteigneten Phänomen-Werke Gustav Hiller AG und firmierte zunächst bis 1957 als VEB Kraftfahrzeugwerk Phänomen Zittau.

## Geschichte

### 1888–1945

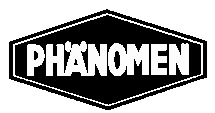
Phänomen-Logo

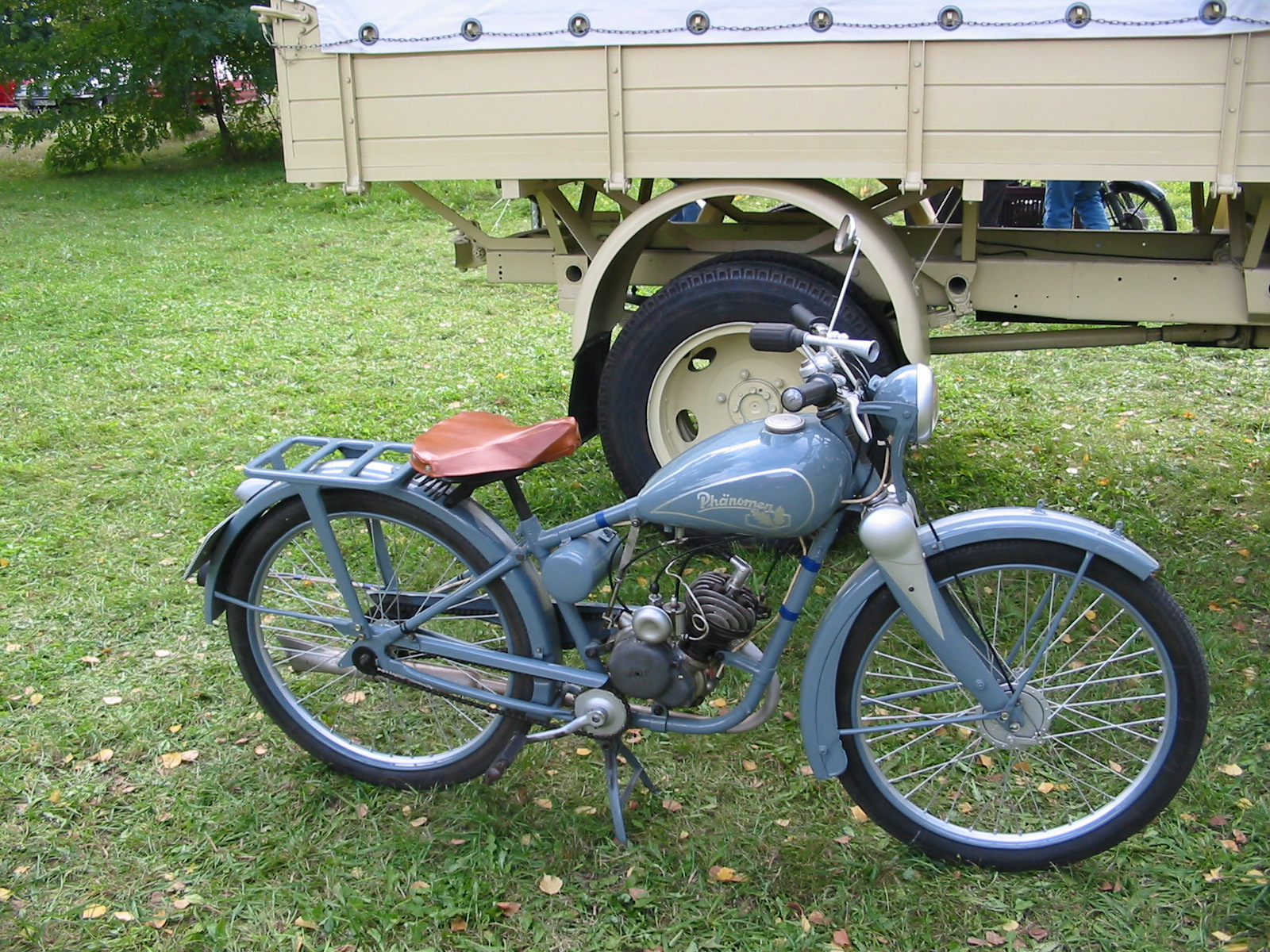
Phänomen Bob 98 cm³

Briefkopf mit Fabrikgebäude vor dem Brand 1919

Aktie über 100 RM der Phänomen-Werke Gustav Hiller AG vom Juni 1929

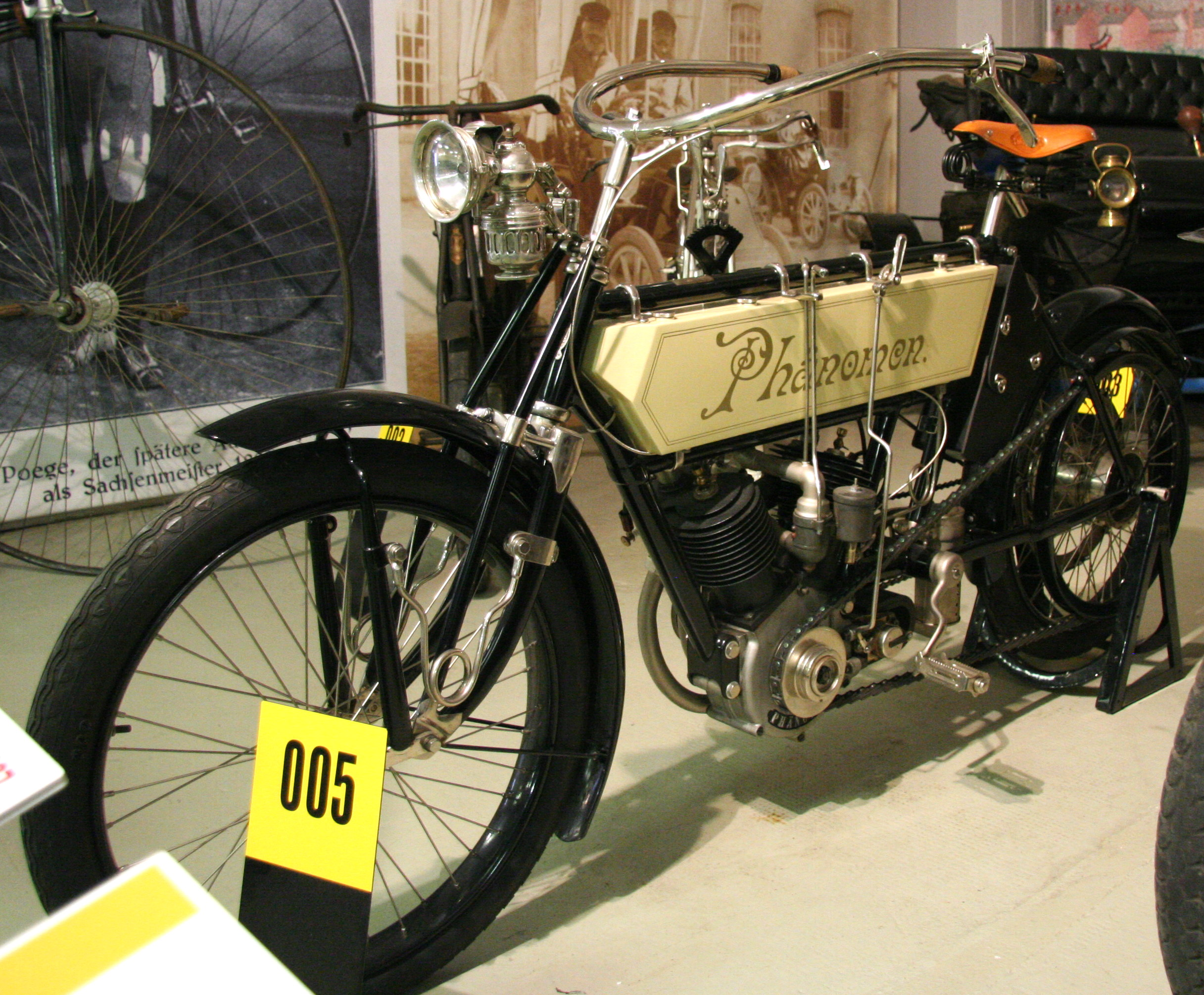
Phänomen 5,5 PS, 722 cm³ (Baujahr 1907)

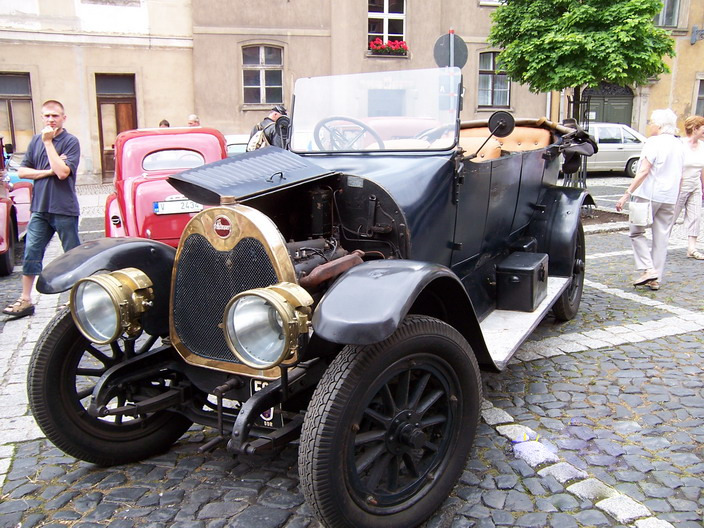
Phänomen 10/30 (Baujahr 1916)

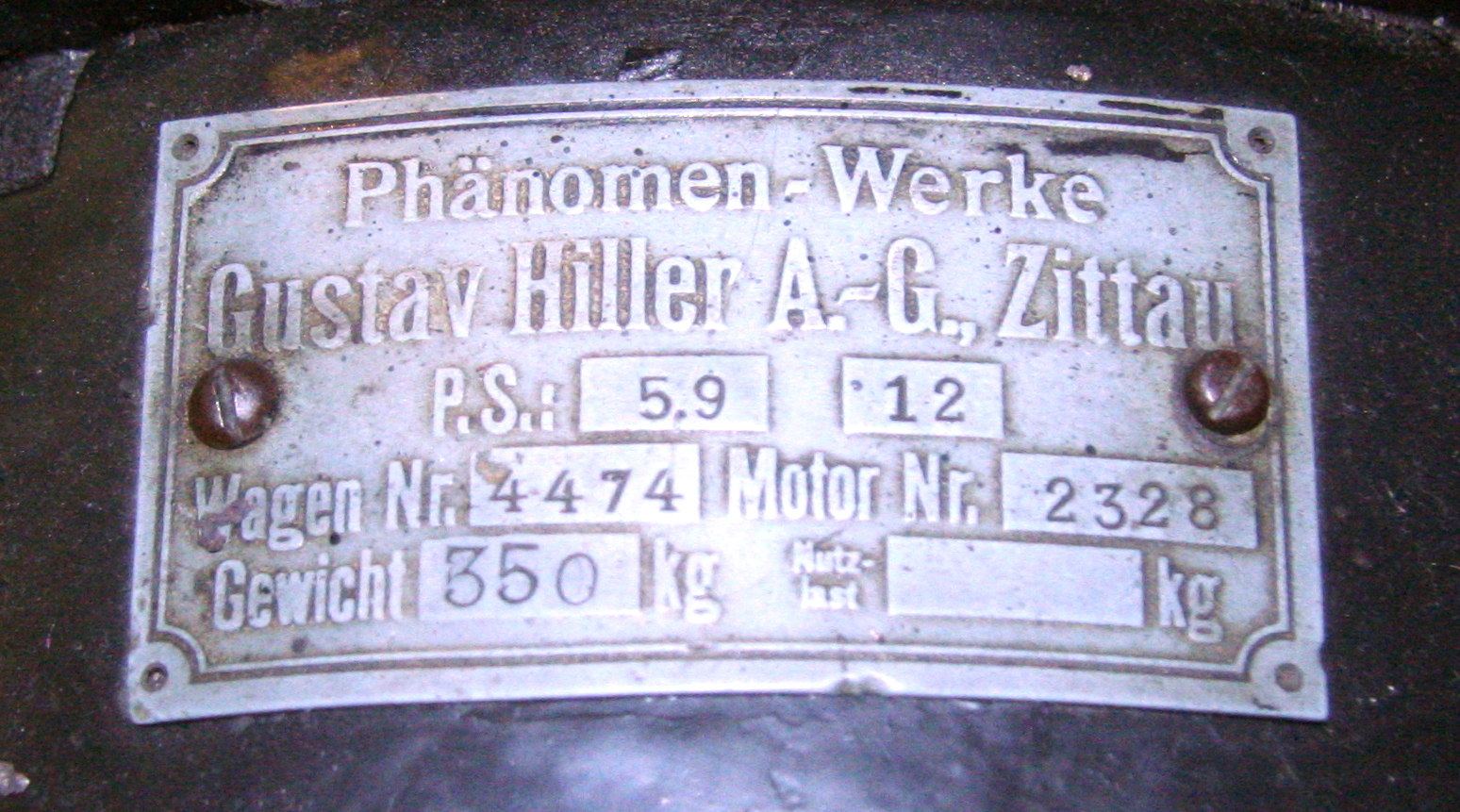
Typenschild an einem Phänomobil Zn 12 PS (Baujahr 1921)

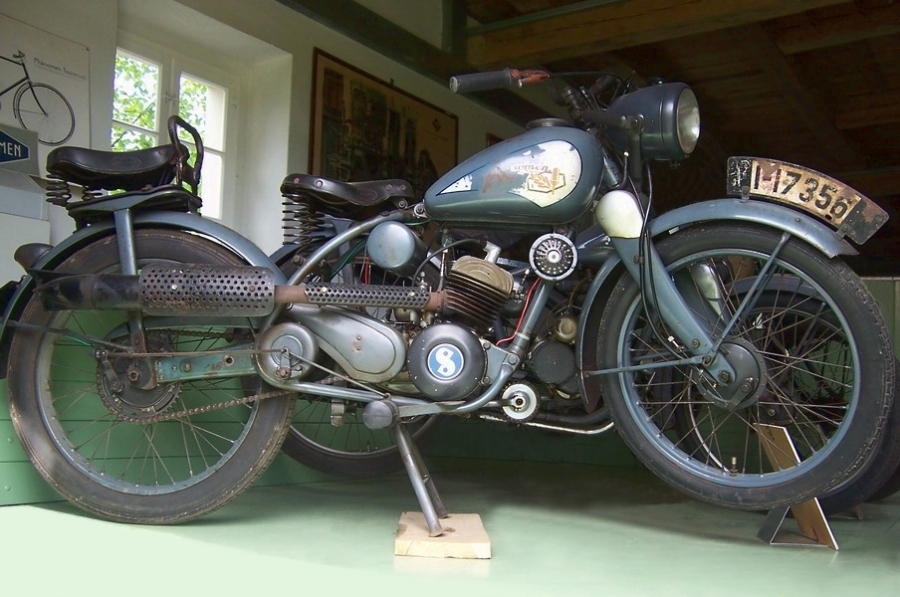
Kleinkraftrad Phänomen Ahoi (1940–1943 gebaut)

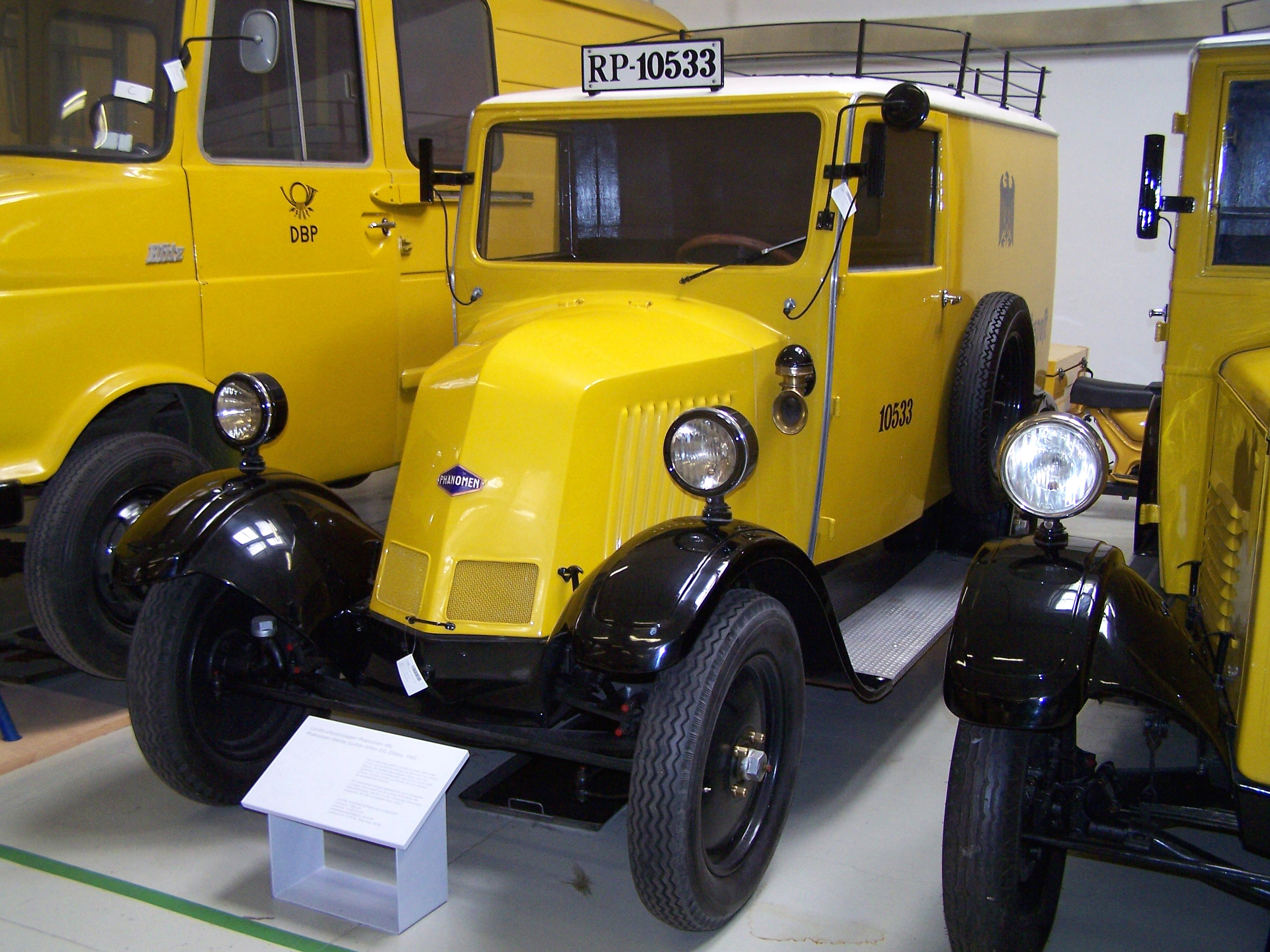
Phänomen 4 RL/K (Baujahr 1928)

Im Jahr 1888 gründete Gustav Hiller ein Unternehmen zum Vertrieb einer von ihm erfundenen und 1894 patentierten Textilmaschine zur Herstellung von Fadenbällchen (Bommeln). 1889 begann die Fahrradherstellung. Von einer Großbritannien-Reise brachte er 1890 die exklusiven Importrechte für Rover-Fahrräder mit. Der Lizenz-Nachbau begann ein Jahr später. Er entwickelte die Rover-Fahrräder weiter und vertrieb sie ab 1894 erfolgreich unter der Marke „Phänomen-Rover“.
1900 startete die Fertigung von Phänomen-Motorrädern. Waren die Motorräder anfangs noch mit Fafnir-Motoren ausgestattet, so wurden seit 1903 Einzylinder-Viertakt-Ottomotoren eigener Entwicklung verbaut. Mit dem Motorwechsel wurden der Fahrradrahmen verstärkt und 26-Zoll-Räder mit 2,25-Zoll-Reifen verwendet. Ständige Weiterentwicklungen und Verbesserungen führten darüber hinaus zu einem neuen Zweizylindermotor.
Die Serienfertigung des preiswerten Dreiradfahrzeuges Phänomobil begann 1905. Der bekannte Zweizylindermotor aus der Motorradproduktion diente dem Phänomobil als Grundlage. Die Ähnlichkeit der Konstruktion mit der von Hüttel in Erlau (Sachsen) entwickelten und in Berlin hergestellten Cyklonette führte zu Patentstreitigkeiten, zumal die Konstrukteure Hüttel und Svetescu zeitweilig bei den Phänomen-Werken beschäftigt gewesen waren. Ab 1910 kam ein von zwei Ventilatoren gekühlter Vierzylinder-Viertakt-Ottomotor zum Einsatz. Die Produktion lief bis 1927.
Das 1917 in eine Aktiengesellschaft umgewandelte Unternehmen bot zwischen 1912 und 1927 auch vierrädrige Personenkraftwagen (Pkw) an, die sich gegenüber der starken Konkurrenz jedoch nicht durchsetzen konnten. Karosserien wurden seit 1922 vorwiegend vom Karosseriewerk Aug. Nowack AG bezogen.
Im Jahr 1927 wurde vor allem auf Forderung der Reichspost nach einem preiswerten und zugleich sicheren und leistungsfähigen Fahrzeug der Lastkraftwagen (Lkw) Phänomen 4RL mit 0,75 bis 1 t Zuladung herausgebracht, der den Ausgangspunkt einer erfolgreichen Nutzfahrzeugproduktion darstellte. Interessant ist dabei, dass wie schon bei den Motorrädern und dem Phänomobil der Vierzylindermotor des Phänomobil in diesem Fall die Grundlage für den 4 RL war. Als die Nachfrage nach Lkw mit höherer Nutzlast stieg, kamen 1931 der Granit 25 (Nutzlast 1,5 t) und 1936 der Granit 30 (Nutzlast 2,5 t) auf den Markt. Im Zuge der Rüstungsproduktion wurde das Fahrzeug-Typenprogramm im Wesentlichen auf den Granit 1500 mit 1,5 t Nutzlast (nach dem Krieg Phänomen Granit 27) reduziert.
Alle Phänomen-Lkw besaßen, genau wie die Dreiräder, luftgekühlte Motoren. Lediglich die vierrädrigen Pkw waren mit wassergekühlten Motoren ausgerüstet. 1930 nahmen die Phänomen-Werke Gustav Hiller AG unter Direktor Rudolf Hiller (einem Sohn von Gustav Hiller) die Produktion von Leichtmotorrädern mit Sachs-Einbaumotoren auf. Bis 1945 gab es bei Phänomen immerhin 14 verschiedene Leichtmotorräder.

### 1945–1991
Von Mai bis Juli 1945 wurden die Maschinen und Einrichtungen als Reparation an die Sowjetunion demontiert, Werksgebäude und Anlagen konnten vor der Schleifung durch den sächsischen Treuhänder bewahrt werden. Durch den Volksentscheid vom 30. April 1946 über das Gesetz über die Übergabe von Betrieben von Kriegs- und Naziverbrechern in das Eigentum des Volkes wurde auch die Phänomen-Werke AG im Juni 1946 enteignet und ging in Volkseigentum über. Die neue Firma lautete ab Juni 1946 Phänomen Werke Zittau, Industrieverwaltung 17, Fahrzeugbau Landeseigener Betrieb Sachsens. 1948 wurde der Betrieb in den IFA integriert.
Neben der Produktion dringend benötigter Massenartikel wurden rund 1000 Fahrzeuge der Roten Armee instand gesetzt. 1948 wurde mit dem Bau von stationären Motoren begonnen. Im Januar 1950 lief schließlich die Serienproduktion des ersten Lkw Phänomen Granit 27 an, der weitgehend dem Vorkriegstyp Phänomen Granit 1500 entsprach. Schon 1949 wurden die vom Krieg unterbrochenen Entwicklungsarbeiten an einem luftgekühlten Fahrzeug-Dieselmotor fortgesetzt. Die Serienproduktion des Dieselmotors wurde 1954 aufgenommen und im Phänomen Granit 32 montiert. Auf Basis dieses Motors wurde von den Robur-Werken ab 1955 die Baukasten-Reihe VD 12,5/9 SL/SLR von luftgekühlten Dieselmotoren mit 1, 2, 3 und 4 Zylindern hergestellt, die als Industriemotor vielfältige Verwendung fand. Die Produktion der kleineren Motoren mit weniger als vier Zylindern wurde 1967 ins Motorenwerk Cunewalde verlegt.
Der Ottomotor wurde 1953 ebenfalls modernisiert und schrittweise in seiner Leistung gesteigert. Eingebaut wurde er im Phänomen Granit 30K.
Anfang 1957 wurde das Unternehmen nach einer erfolgreichen Klage der Alteigentümer in VEB Robur Werke Zittau umbenannt. Auch die Fahrzeugbezeichnung Granit durfte danach nicht mehr benutzt werden und wurde durch Garant ersetzt. Der Name Robur ist lateinisch und bedeutet Kraft oder Stärke. Auch im wissenschaftlichen Namen der Deutschen Eiche (Quercus robur) ist dieser Begriff enthalten. Das neue Logo Robur wurde in Anlehnung an eine Kurbelwelle gestaltet.
Dem Betrieb wurden andere Fertigungsstätten angegliedert, darunter das Karosseriewerk Bautzen, das Karosseriewerk Winter in Zittau, die Karosseriewerke Halle, das Feuerlöschgerätewerk Görlitz und das Motorenwerk Kamenz. In letzterem wurden auf Robur-Basis Dieselmotoren mit 1, 2, 3, 4, 6 und 8 Zylindern entwickelt. In Seifhennersdorf befand sich Werk II, hier wurden Auspuffanlagen und Armaturenbretter gefertigt. Außerdem befand sich eine Lackiererei auf dem Gelände. Ein Teil der Gebäude des ehemaligen Werk II werden heute von anderen Betrieben genutzt, einige Hallen sowie das ehemalige Verwaltungsgebäude und das Speisehaus sind dem Verfall preisgegeben. Während die kleineren Motoren für stationäre Zwecke und Gabelstapler verwendet wurden, kamen die Sechs- und Achtzylinder mit bis zu 110 kW über das Entwicklungsstadium nicht hinaus. Sie waren für eine geplante große Lkw-Typenreihe gedacht, deren Realisierung im Zuge der Aufteilung der Produktion innerhalb der RGW-Staaten politisch verhindert wurde.
In der sich eher zögerlich entwickelnden Fahrzeugindustrie der DDR nahmen die Robur-Werke von Beginn an eine Spitzenposition ein. Der Jahresausstoß stieg rasant, der Export florierte, in zügiger Abfolge gab es technische Neu- und Weiterentwicklungen. Dieser Zustand sollte noch bis Mitte der 1960er Jahre anhalten – das Jahr 1966 markierte mit 7.000 gefertigten Lkw, von denen 4.500 exportiert wurden, einen Höhepunkt.
Dem erfolgreichen Garant folgte 1961 der Robur LO 2500, dessen Konstruktion aktuellen internationalen Entwicklungstrends entsprach. Der moderne Frontlenker-Lkw mit 2,5 t Nutzlast war mit dem auf 70 PS gesteigerten, luftgekühlten Ottomotor des Vorgängers ausgerüstet. Als allradgetriebene Variante mit 1,8 t Nutzlast entstand der Robur LO 1800 A. Robur-Lkw waren nicht nur im RGW-Gebiet, sondern auch in Übersee im Einsatz. Für diese Exportmärkte wurde das Robur-Safari-Programm geschaffen, das den speziellen klimatischen und geografischen Bedingungen der angestrebten Einsatzländer angepasst wurde. Die Serienfertigung der Fahrzeuge O 611 / O 611A und D 609 wurde von der Regierung nicht gestattet, es durften nur die bisherigen Modelle weiterentwickelt werden.

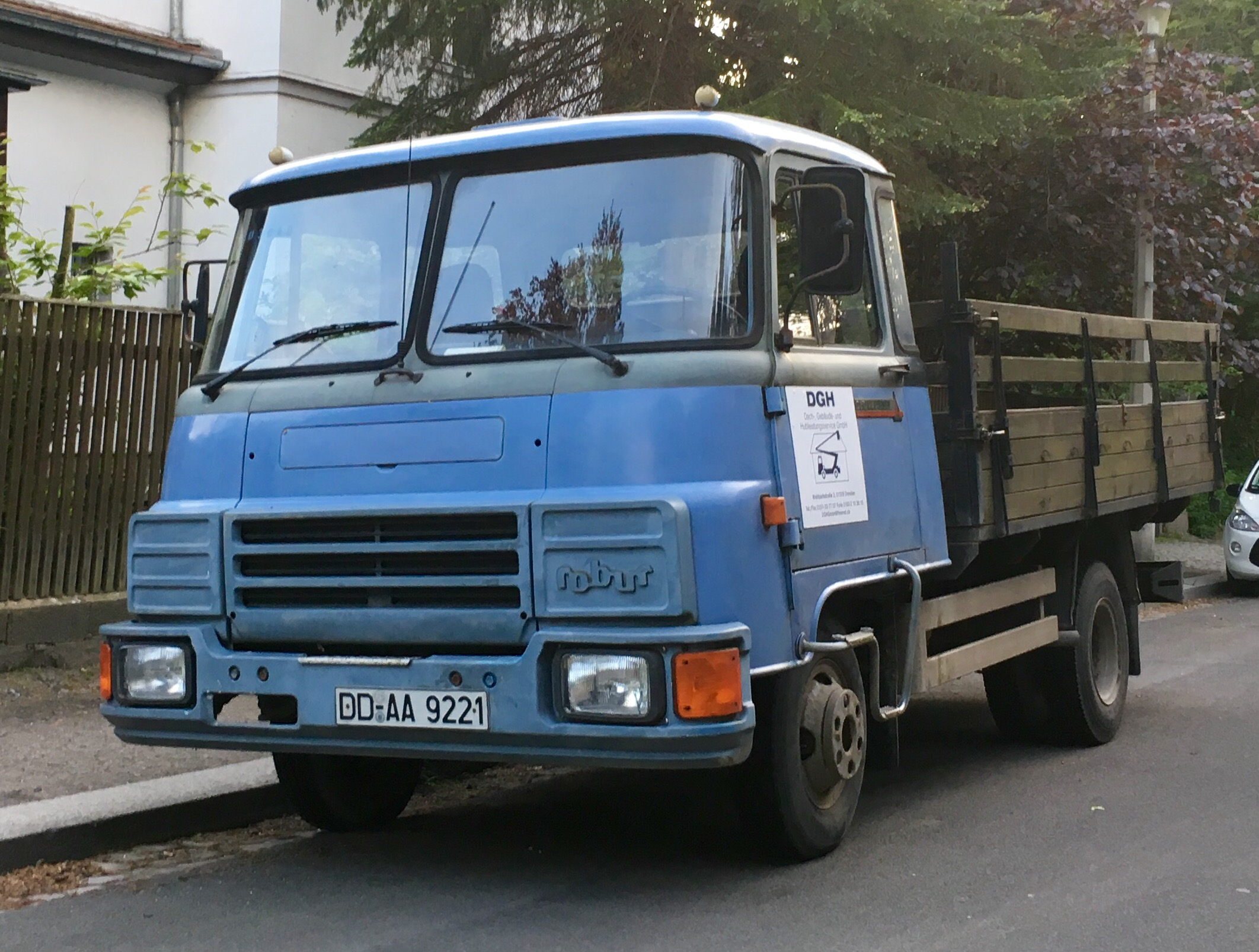
Robur LD 3004

Im Laufe der 1970er Jahre machte sich auch im Robur-Werk der Investitionsstau des DDR-Fahrzeugbaus zunehmend bemerkbar. Der Jahresausstoß pegelte sich auf 5.000 bis 6.000 Fahrzeuge ein. In den 1980ern war es aufgrund verschlissener Produktionsanlagen nicht einmal mehr möglich, die bisherige Qualität der Erzeugnisse aufrechtzuhalten. Zur politischen Wende 1989/1990 befand sich das Werk in einem hoffnungslosen Zustand und galt als besonders makaberes Beispiel für Versagen der damaligen Zentralplanwirtschaft. Tausende Beschäftigte mussten ihre Arbeit niederlegen. Auch der etwas modifizierte LD 3004 mit Deutz-Dieselmotor und neuer Optik konnte den Untergang der Marke nicht verhindern. Die Produktion des ehemals bedeutenden Herstellers wurde 1991 eingestellt.
Insgesamt wurden von 1950 bis 1990 etwa 250.000 Phänomen-/Robur-Fahrzeuge gebaut.

### Ab 1995
1995 wurde die Robur-Fahrzeug-Engineering GmbH neu gegründet und erwarb das gesamte Know-how der Robur-Werke Zittau. 1999 erfolgte die Gründung der FBZ GmbH Zittau mit 17 Mitarbeitern. FBZ steht für Fahrzeuge – Baugruppen – Zulieferungen. Das Werk in Bautzen wurde in einen Gewerbepark umgestaltet. Dort sind etwa 1100 Mitarbeiter in verschiedenen Unternehmen beschäftigt. 2012 firmierte die FBZ unter einem neuen Eigentümer wieder in Robur-Fahrzeug-Engineering-Zittau GmbH um.
Seit 2015 nutzt der Rundfunk-Berlin-Brandenburg (rbb) einen blauen Robur-Bus für das Robur-Reportageformat der Sendung Brandenburg aktuell.

## Modelle

### Phänomobil / Phänomen Pkw-Modelle
| Typ                         | Bauzeitraum | Zylinder       | Hubraum  | Leistung            | Vmax     |
| --------------------------- | ----------- | -------------- | -------- | ------------------- | -------- |
| Phänomobil 4/6 PS           | 1907–1912   | 2, V-Motor     | 887 cm³  | 6–9 PS (4,4–6,6 kW) | 50 km/h  |
| Phänomobil 6/12 PS          | 1912–1920   | 4, Reihenmotor | 1548 cm³ | 12 PS (8,8 kW)      | 60 km/h  |
| Phänomen 8/18 PS            | 1910–1914   | 4, Reihenmotor | 1909 cm³ | 18 PS (13,2 kW)     |          |
| Phänomen 10/28 PS           | 1912–1919   | 4, Reihenmotor | 2597 cm³ | 28 PS (20,5 kW)     | 80 km/h  |
| Phänomen M.T.C. 10/30 PS    | 1920–1924   | 4, Reihenmotor | 2612 cm³ | 30 PS (22 kW)       | 65 km/h  |
| Phänomen M.T.C. 16/45 PS    | 1920–1924   | 4, Reihenmotor | 4219 cm³ | 45 PS (33 kW)       | 75 km/h  |
| Phänomobil Typ V (6/12 PS)  | 1920–1927   | 4, Reihenmotor | 1548 cm³ | 12 PS (8,8 kW)      | 55 km/h  |
| Phänomen Typ 412 (12/50 PS) | 1924–1927   | 4, Reihenmotor | 3132 cm³ | 50 PS (37 kW)       | 100 km/h |

### Phänomen Lkw-Modelle
| Typ                                                | Bauzeitraum | Zylinder       | Hubraum  | Leistung        | Vmax    |
| -------------------------------------------------- | ----------- | -------------- | -------- | --------------- | ------- |
| Phänomen 4RL                                       | 1927–1931   | 4, Ottomotor   | 1540 cm³ | 18 PS (10,8 kW) | 45 km/h |
| Phänomen Granit 25                                 | 1931–1941   | 4, Ottomotor   | 2497 cm³ | 37 PS (27 kW)   | 73 km/h |
| Phänomen Granit 30                                 | 1936–1941   |                |          | 60 PS           |         |
| Phänomen Granit 1500                               | 1941–1945   | 4, Ottomotor   | 2876 cm³ | 50 PS (37 kW)   |         |
| Phänomen Granit 27                                 | 1949–1953   | 4, Ottomotor   | 2700 cm³ |                 |         |
| Phänomen Granit 30K (ab 1956 als Robur Garant 30K) | 1953–1961   | 4, Ottomotor   | 3000 cm³ | 60 PS (44 kW)   | 80 km/h |
| Phänomen Granit 32 (ab 1956 als Robur Garant 32)   | 1953–1961   | 4, Dieselmotor | 3200 cm³ |                 |         |

### Robur Lkw-Modelle
| Typ                     | Bauzeitraum | Zylinder       | Hubraum  | Leistung        | Vmax    |
| ----------------------- | ----------- | -------------- | -------- | --------------- | ------- |
| Robur LO 2500           | 1961–1968   | 4, Ottomotor   | 3345 cm³ | 70 PS (51,1 kW) | 85 km/h |
| Robur LO 1800 A         | 1961–1968   | 4, Ottomotor   | 3345 cm³ | 70 PS (51,1 kW) |         |
| Robur LD 2500           | 1964–1968   | 4, Dieselmotor | 3927 cm³ | 70 PS (51,1 kW) | 80 km/h |
| Robur LO 2501           | 1968–1973   | 4, Ottomotor   | 3345 cm³ | 70 PS (51,1 kW) | 85 km/h |
| Robur LO 1801A          | 1968–1973   | 4, Ottomotor   | 3345 cm³ | 70 PS (51,1 kW) |         |
| Robur LD 2501           | 1968–1973   | 4, Dieselmotor | 3927 cm³ | 70 PS (51,1 kW) | 80 km/h |
| Robur O 611(A)          | Prototyp    | 6, Ottomotor   | 3357 cm³ | 105 PS (77 kW)  | -/-     |
| Robur D 609             | Prototyp    | 6, Dieselmotor | 3357 cm³ | 90 PS (66 kW)   | -/-     |
| Robur LO 3000           | 1973–1985   | 4, Ottomotor   | 3345 cm³ | 75 PS (55,2 kW) | 85 km/h |
| Robur LO 2002A/LO 2202A | 1973–1990   | 4, Ottomotor   | 3345 cm³ | 75 PS (55,2 kW) | 80 km/h |
| Robur LD 3000           | 1982–1985   | 4, Dieselmotor | 3927 cm³ | 68 PS (50 kW)   | 80 km/h |
| Robur LD 2002A/LD 2202A | 1982–1990   | 4, Dieselmotor | 3927 cm³ | 68 PS (50 kW)   | 75 km/h |
| Robur LD 3002           | 1982–1990   | 4, Dieselmotor | 3927 cm³ | 68 PS (50 kW)   |         |
| Robur LD 3001           | 1985–1990   | 4, Dieselmotor | 3927 cm³ | 68 PS (50 kW)   | 80 km/h |
| Robur LD 3004           | 1990–1991   | 4, Dieselmotor | 3927 cm³ | 72 PS (54 kW)   |         |
| Robur LD 2004 WD        | Prototyp    | 4, Dieselmotor | 3927 cm³ | 72 PS (54 kW)   | -/-     |

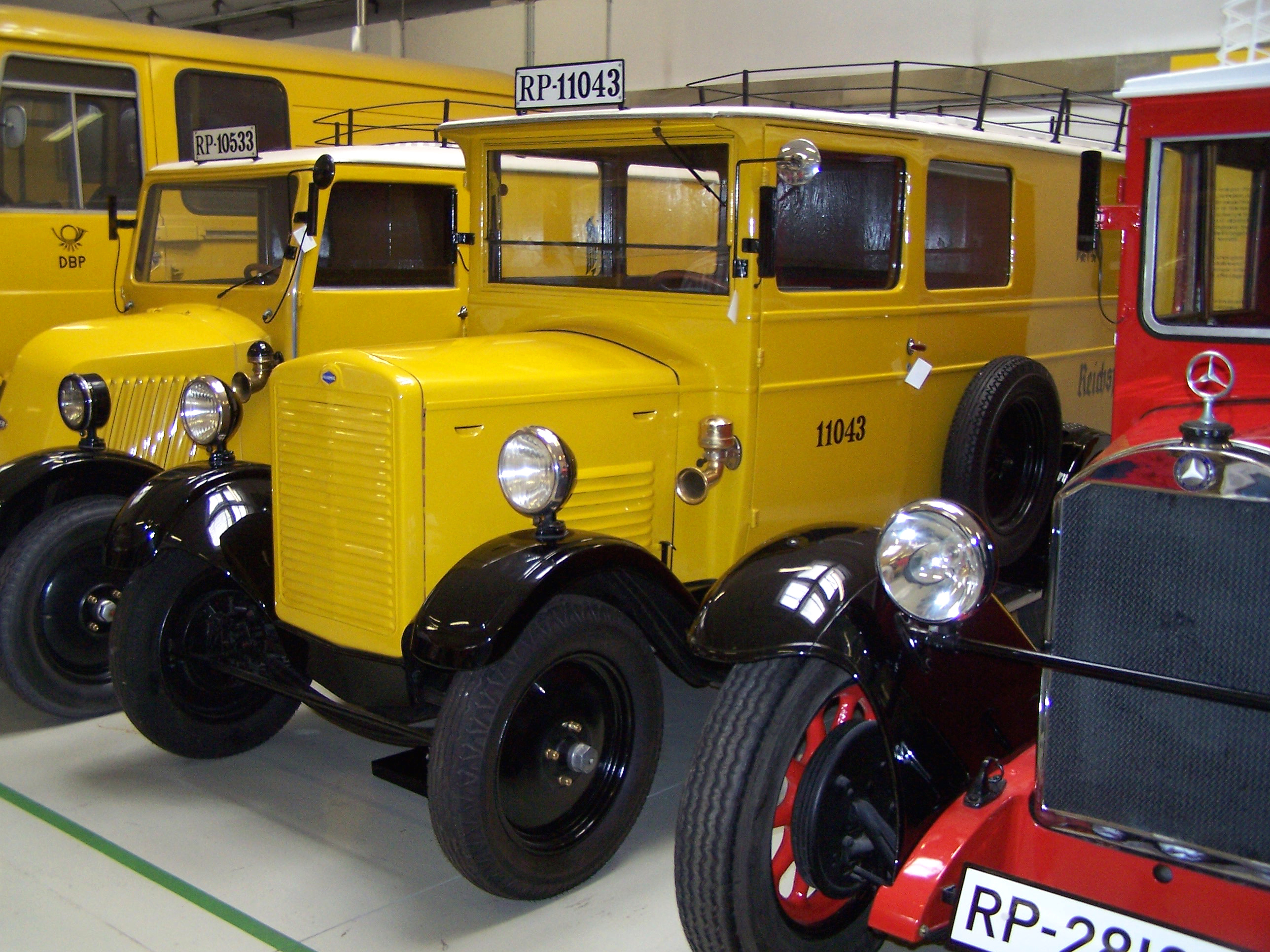
4 RL/K, Baujahr 1930
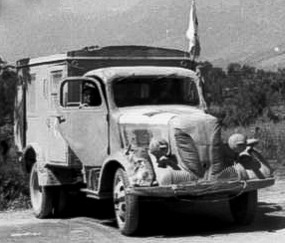
Granit 1500A
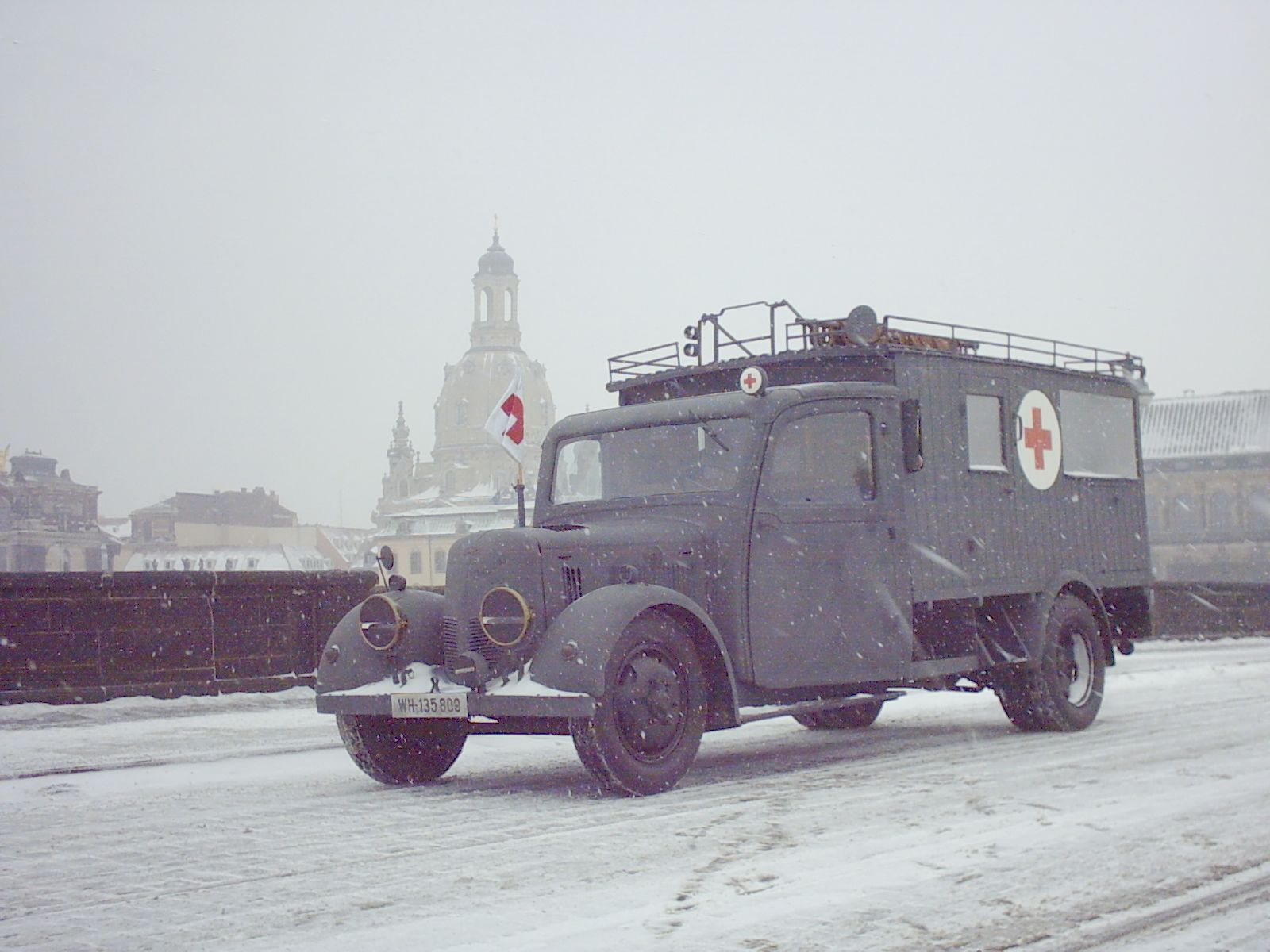
Granit 30
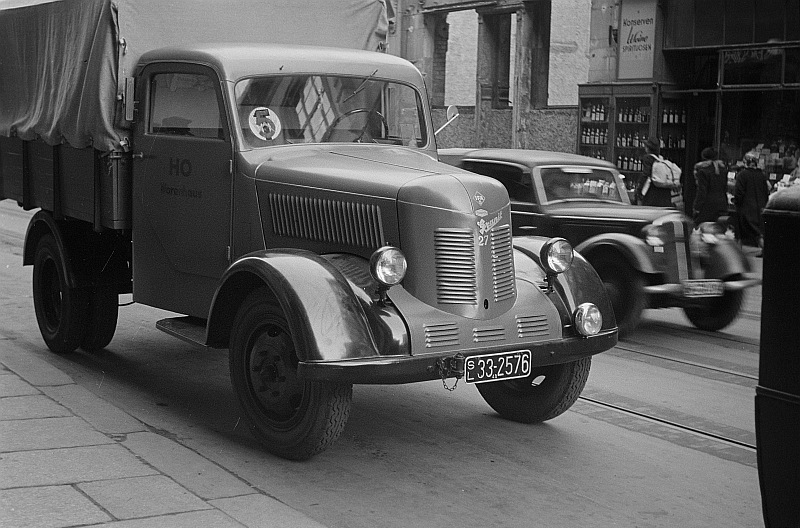
Granit 27
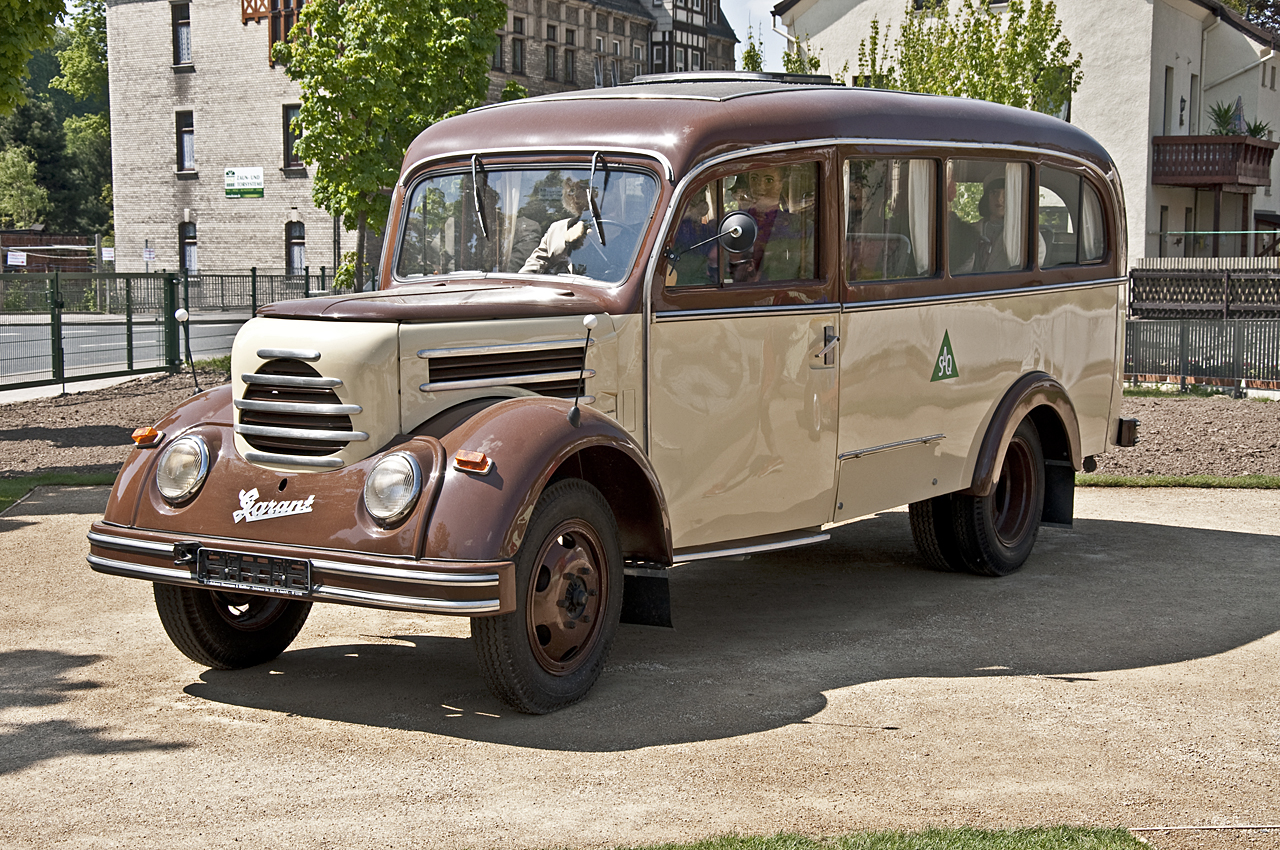
Garant 30 K
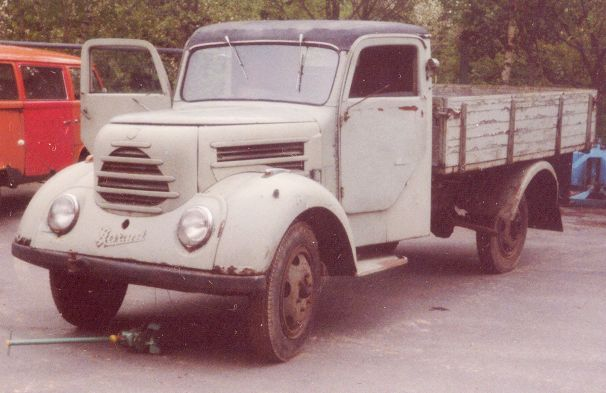
Garant 32
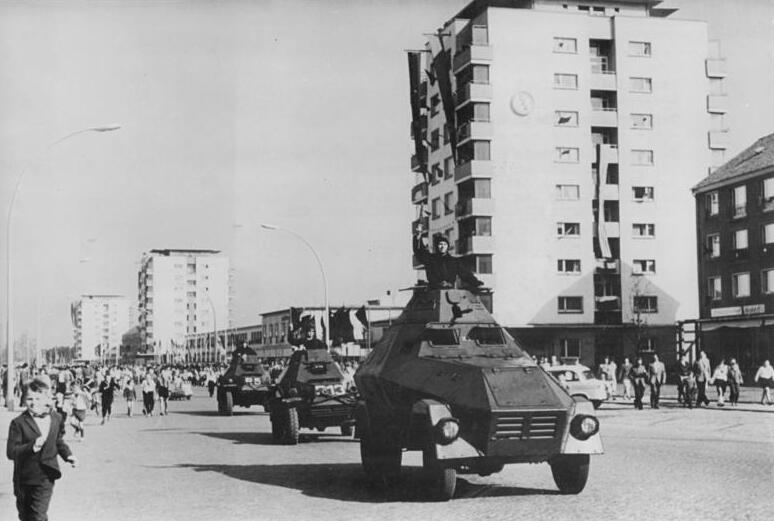
Sonder-Kfz 1
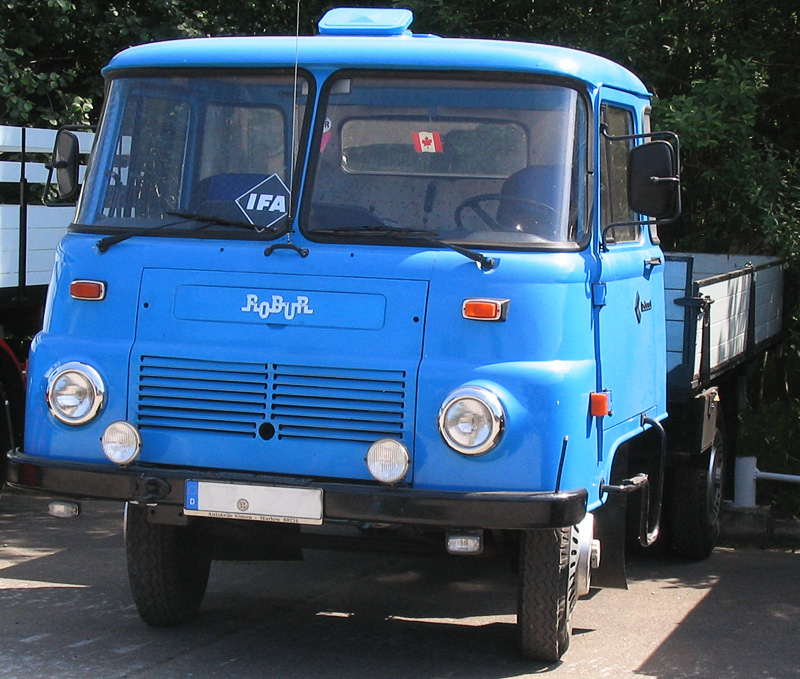
Robur LO 2002